# تپه گورستان شیزر
تپه قبرستان شیزر مربوط به سدهٔ ۶ تا ۱۰ ه.ق است و در شهرستان تاکستان، بخش ضیاء آباد، روستای شیزر واقع شده و این اثر در تاریخ ۲۲ مرداد ۱۳۸۴ با شمارهٔ ثبت ۱۳۳۰۱ به‌عنوان یکی از آثار ملی ایران به ثبت رسیده است.